# Siphonoperla taurica
Siphonoperla taurica är en bäcksländeart som först beskrevs av Pictet, F.J. 1841.  Siphonoperla taurica ingår i släktet Siphonoperla och familjen blekbäcksländor. Inga underarter finns listade i Catalogue of Life.